# Roland Le Dévoluy
Das Team Roland Le Dévoluy ist ein Schweizer Radsportteam im Frauenradrennsport auf der Straße mit Sitz in Epalinges.

## Organisation und Geschichte
Die Mannschaft fuhr seit der Saison 2018 unter dem Namen Cogeas Mettler Pro Cycling Team mit einer Lizenz als UCI Women’s Team mit russischer Nationalität. Zur Saison 2022 erhielt die Mannschaft als Schweizer Roland Cogeas Edelweiss Squad eine Lizenz als UCI Women’s WorldTeam.
Zur Saison 2023 ersetzten die Hauptsponsoren des UCI WorldTeams Israel-Premier Tech den bisherigen zweiten Namenssponsor Cogeas und das Team wurde in Israel Premier Tech Roland umbenannt, das Frauenteam und das Männerteam blieben aber voneinander unabhängige Einheiten. Nach der Saison 2023 zog sich Israel Premier Tech als Sponsor zurück. Zur Saison 2024 wurde das Team unter dem Namen Roland bei der UCI registriert, der Kader wurde auf 12 Fahrerinnen verkleinert. Die Backwarenfirma Roland Murten wurde somit neuer Hauptsponsor. Nachdem das Team die Saison 2024 als schlechtplatziertes WorldTeam in der Weltrangliste beendet hatte, wurde der Kader zur Saison 2025 mit sieben Abgängen und sechs Neuverpflichtungen noch einmal deutlich verändert.
Im Juni 2025 gab das Team eine strategische Partnerschaft mit der französischen Gemeinde Dévoluy bekannt, in der das Team sein neues Trainingszentrum errichtet. Dévoluy tritt dafür als zweiter Titelsponsor in Erscheinung.

## Platzierungen in UCI-Ranglisten
| UCI World Tour | UCI World Tour | UCI World Tour              | UCI World Tour |
| Jahr           | Teamwertung    | Einzelwertung               |                |
| -------------- | -------------- | --------------------------- | -------------- |
| 2018           | 20.            | Olga Sabelinskaja (67. )    |                |
| 2019           | 24.            | Olga Sabelinskaja (100. )   |                |
| 2020           | 23.            | Marija Nowolodskaja (113. ) |                |
| 2021           | 27.            | Olga Sabelinskaja (128. )   |                |
| 2022           | 14.            | Tamara Dronowa (20. )       |                |
| 2023           | 12.            | Claire Steels (35. )        |                |
| 2024           | —              | Tamara Dronowa (62. )       |                |
|                |                |                             |                |
| Quelle: UCI    |                |                             |                |

| UCI Ranking | UCI Ranking | UCI Ranking              | UCI Ranking |
| Jahr        | Teamwertung | Einzelwertung            |             |
| ----------- | ----------- | ------------------------ | ----------- |
| 2018        | 14.         | Olga Sabelinskaja (27. ) |             |
| 2019        | 14.         | Olga Sabelinskaja (28. ) |             |
| 2020        | 17.         | Diana Klimowa (73. )     |             |
| 2021        | 17.         | Amber Neben (75. )       |             |
| 2022        | 18.         | Tamara Dronowa (30. )    |             |
| 2023        | 11.         | Claire Steels (37. )     |             |
| 2024        | 17.         | Tamara Dronowa (49. )    |             |
|             |             |                          |             |
| Quelle: UCI |             |                          |             |

## Mannschaft 2025
| Teamkader 2025                        | Teamkader 2025     | Teamkader 2025 | Teamkader 2025                   |
| Name                                  | Geburtsdatum       | Land           | Vorheriges Team                  |
| ------------------------------------- | ------------------ | -------------- | -------------------------------- |
| Antri Christoforou (1. Jan.–22. Jun.) | 2. April 1992      | Zypern         | Human Powered Health (2023)      |
| Morgane Coston                        | 28. Dezember 1990  | Frankreich     | Cofidis (2024)                   |
| Tamara Dronowa                        | 13. August 1993    | Russland       |                                  |
| Giulia Giuliani                       | 5. Juli 2002       | Italien        | A.S.D. K2 Women Team (2024)      |
| Mia Griffin                           | 30. Dezember 1998  | Irland         | DAS-Hutchinson-Brother UK (2024) |
| Elena Pirrone                         | 21. Februar 1999   | Italien        | Valcar-Travel & Service (2022)   |
| Vittoria Ruffilli                     | 3. April 2002      | Italien        | A.S.D. K2 Women Team (2024)      |
| Kaja Rysz                             | 10. April 1999     | Polen          | Lifeplus Wahoo (2024)            |
| Petra Stiasny                         | 10. September 2001 | Schweiz        | Fenix-Deceuninck (2024)          |
| Sylvie Swinkels                       | 31. Juli 2000      | Niederlande    | Coop-Hitec Products (2023)       |
| Giorgia Vettorello                    | 6. Juli 2000       | Italien        | Bepink (2023)                    |
|                                       |                    |                |                                  |
| Quelle: ProCyclingStats               |                    |                |                                  |